# 红山窑镇
红山窑乡，是中华人民共和国甘肃省金昌市永昌县下辖的一个乡镇级行政单位。

## 行政区划
红山窑乡下辖以下地区：
土沟村、高古城村、河沿子村、姚家寨村、夹河村、红山窑村、山头村、水泉村、永胜村、王信堡村、马家坪村和毛卜喇村。